# Stephen Thompson
Stephen Randall Thompson, född 11 februari 1983 i Simpsonville i South Carolina, är en amerikansk MMA-utövare som sedan 2012 tävlar i organisationen Ultimate Fighting Championship.

## Tävlingsfacit
| Resultat | Facit  | Motståndare      | Metod                   | Evenemang                               | Datum             | Rond | Tid  | Plats               | Notering                 |
| -------- | ------ | ---------------- | ----------------------- | --------------------------------------- | ----------------- | ---- | ---- | ------------------- | ------------------------ |
| Vinst    | 1–0    | Jeremy Joles     | TKO (slag)              | Fight Party: Greenville Kage Fighting   | 5 februari 2010   | 2    | 3:40 | Greenville, SC, USA |                          |
| Vinst    | 2–0    | Daniel Finz      | TKO (slag)              | Fight Party: Xtreme Cage Fighting 2     | 22 maj 2010       | 1    | 3:45 | Greenville, SC, USA |                          |
| Vinst    | 3–0    | Marques Worrell  | Submission (rear-naked) | Fight Party: Greenville Kage Fighting   | 18 september 2010 | 2    | 3:08 | Greenville, SC, USA |                          |
| Vinst    | 4–0    | William Kuhn     | Domslut (enhälligt)     | Xtreme Chaos 2                          | 15 juli 2011      | 3    | 5:00 | Anderson, SC, USA   |                          |
| Vinst    | 5–0    | Patrick Mandio   | Domslut (enhälligt)     | Fight Party: Masquerade Fight Party     | 1 oktober 2011    | 3    | 5:00 | Atlanta, GA, USA    |                          |
| Vinst    | 6–0    | Dan Stittgen     | KO (spark)              | UFC 143                                 | 4 februari 2012   | 1    | 4:13 | Las Vegas, NV, USA  |                          |
| Förlust  | 6–1    | Matt Brown       | Domslut (enhälligt)     | UFC 145                                 | 21 april 2012     | 3    | 5:00 | Atlanta, GA, USA    |                          |
| Vinst    | 7–1    | Nah-Shon Burrell | Domslut (enhälligt)     | UFC 160                                 | 25 maj 2013       | 3    | 5:00 | Las Vegas, NV, USA  |                          |
| Vinst    | 8–1    | Chris Clements   | TKO (slag)              | UFC 165                                 | 21 september 2013 | 2    | 1:27 | Toronto, Kanada     |                          |
| Vinst    | 9–1    | Robert Whittaker | TKO (slag)              | UFC 170                                 | 22 februari 2014  | 1    | 3:43 | Las Vegas, NV, USA  |                          |
| Vinst    | 10–1   | Patrick Côté     | Domslut (enhälligt)     | UFC 178                                 | 27 september 2014 | 3    | 5:00 | Las Vegas, NV, USA  |                          |
| Vinst    | 11–1   | Jake Ellenberger | KO (spark)              | The Ultimate Fighter 21 Finale          | 12 juli 2015      | 1    | 4:29 | Las Vegas, NV, USA  |                          |
| Vinst    | 12–1   | Johny Hendricks  | TKO (slag)              | UFC Fight Night: Hendricks vs. Thompson | 6 februari 2016   | 1    | 3:31 | Las Vegas, NV, USA  |                          |
| Vinst    | 13–1   | Rory MacDonald   | Domslut (enhälligt)     | UFC Fight Night: MacDonald vs. Thompson | 18 juni 2016      | 5    | 5:00 | Ottawa, Kanada      |                          |
| Oavgjort | 13–1–1 | Tyron Woodley    | Oavgjort (majoritet)    | UFC 205                                 | 12 november 2016  | 5    | 5:00 | New York, NY, USA   | Titelmatch i weltervikt. |
| Förlust  | 13–2–1 | Tyron Woodley    | Domslut (majoritet)     | UFC 209                                 | 4 mars 2017       | 5    | 5:00 | Las Vegas, NV, USA  | Titelmatch i weltervikt. |
| Vinst    | 14–2–1 | Jorge Masvidal   | Domslut (enhälligt)     | UFC 217                                 | 4 november 2017   | 3    | 5:00 | New York, NY, USA   |                          |
| Förlust  | 14–3–1 | Darren Till      | Domslut (enhälligt)     | UFC Fight Night: Thompson vs. Till      | 27 maj 2018       | 5    | 5:00 | Liverpool, England  |                          |
| Förlust  | 14–4–1 | Anthony Pettis   | KO (slag)               | UFC Fight Night: Thompson vs. Pettis    | 23 mars 2019      | 2    | 4:55 | Nashville, TN, USA  |                          |
| Vinst    | 15–4–1 | Vicente Luque    | Domslut (enhälligt)     | UFC 244                                 | 2 november 2019   | 3    | 5:00 | New York, NY, USA   |                          |
| Vinst    | 16–4–1 | Geoff Neal       | Domslut (enhälligt)     | UFC Fight Night: Thompson vs. Neal      | 19 december 2020  | 5    | 5:00 | Las Vegas, NV, USA  |                          |